# 許揚州
許揚州為中國清朝武官官員，本籍福建。許揚州於1862年（同治1年）奉旨接替黃進平，於澎湖群島擔任澎湖水師協副將。而隸屬台灣鎮之下的此官職職等為正二品，是台灣清治時期的這階段，扼守台灣海峽的重要武將，並統帥兩標水營，數千名水師兵勇。
| 前任： 黃進平 | 澎湖水師協副將 1862年上任 | 繼任： 陳國銓 |